# Brachiopsilus dianthus
El pez rosado con manos (Brachiopsilus dianthus) es una especie de pez de la familia Brachionichtyidae
Como el resto de los miembros de esta familia, sus aletas tienen forma de manos, algo que tan solo nueve especies marinas de peces tiene, y las usa para desplazarse por el fondo marino en lugar de nadar, como hacen otros peces. Se distribuye por el sur de la isla de Tasmania, Australia. Habita la zona demersal del mar. Se cree que es una especie potencialmente amenazada, ya que es muy rara, y se conoce muy poco sobre su ecología. Estos peces se desplazan muy lentamente, y liberan toxinas ya que sus órganos son desconocidos. Este pez utiliza sus manos para caminar por el mar, más que para nadar. Tan solo se han encontrado cuatro especímenes de esta especie, todos ellos en la isla de Hobart.

## Características
Mide hasta 9.9 cm de longitud corporal (13.8 cm incluyendo aletas). Su cuerpo es rosado con manchas rojizas o de otros tonos rosados. Las aletas son de coloración parecida. Los ojos son negro azulado. Su nombre científico, dianthus, significa rosa en latín y se refiere a su coloración.
El término {dianthus} de ninguna forma es latino, ya que no aparece en diccionarios de latín clásico, como Totius latinitatis, (1828), vol. I, Jacobus Bialey, Londres, en Stemmata latinitatis, vol. I, Salmon, Nicholas, (1796), editado por W. & C. Spilbury ni en Prima elementa, de Gaffiot-Lebaigne, edición electrónica. Por lo que nunca puede significar "rosa" ni "clavel". Otra cuestión es que el género Dianthus (Caryophyllaceae) se corresponda con ciertas plantas perennes, que pueden presentar colores diferentes.
Sin embargo, es un lexema griego, relacionado con la voz {διανθός; διανθής, ής, ές}, que florece dos veces, que tiene flores dobles, de dos tintas o matices, siguiendo (Sebastián, 1964. Diccionario griego-español. Ramón Sopena, Barcelona.)
También puede guadar relación con los términos {δῖος, δῖα, δῖον}, de origen divino, relacionazo con Zeus o {δύο, δυάς}, dos + {gr, anthos, ou; ἄνθος, ου}, flor.
Para indicar la idea de rosa o rojo, en griego se servían de términos como {ῥόδον, rosa
ἐρυθρός, rojo ῥόδη ῥόδεων ῥόδεος, α, ον, incluso, φοινικός}

## Alimentación
El Brachiopsilus dianthus es un mal cazador, debido a su lentitud y su poca eficacia para cazar. Sin embargo, estos animales logran alimentarse de pequeños organismos que se encuentran en el fondo acuático y que forman parte del bentos. Además, se alimentan de gusanos marinos y también crustáceos, y mantienen una dieta poco variada y escasa en esa zona.

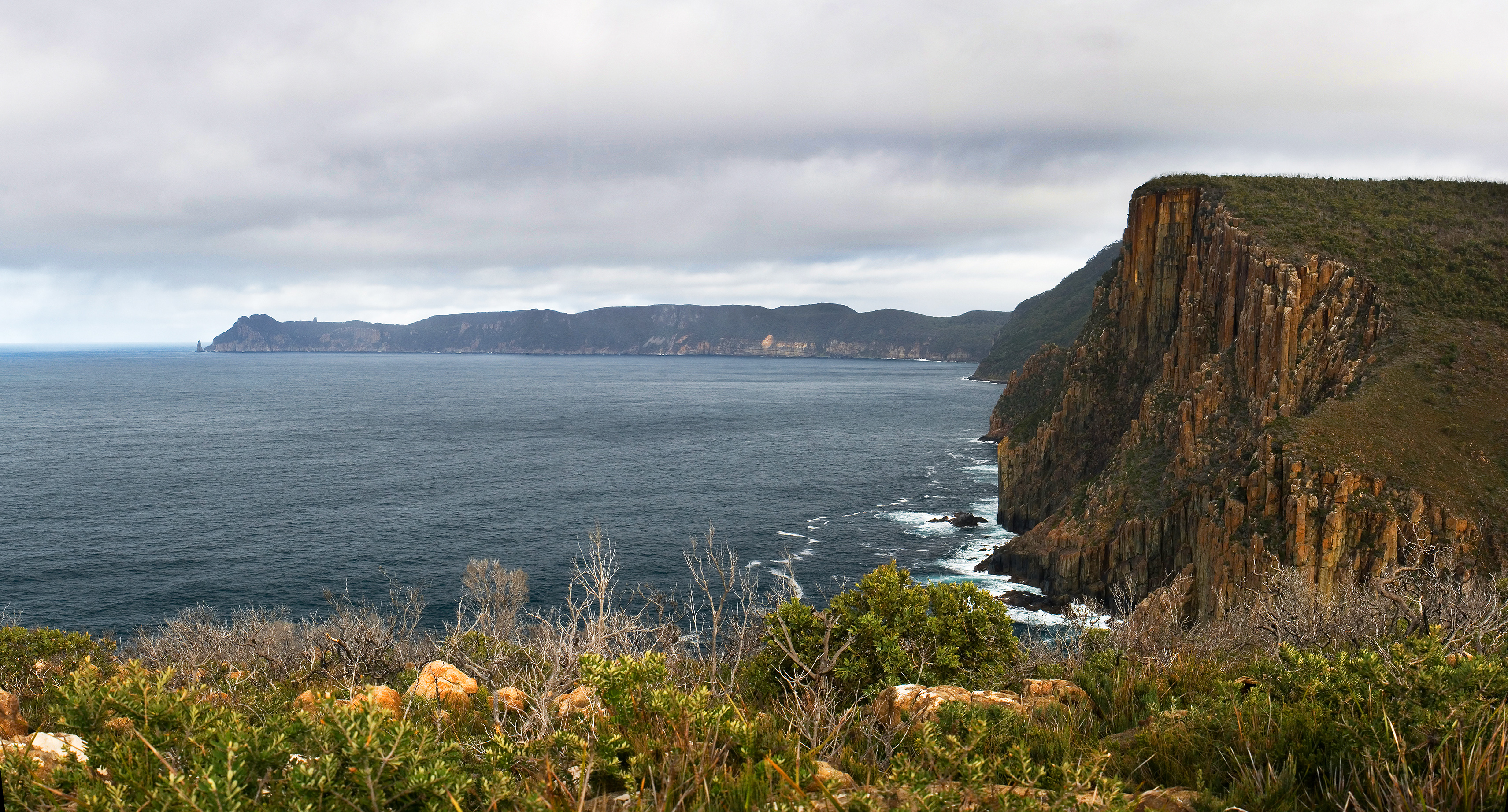
Acantilado en el Parque nacional de Tasman, área donde habita esta especie.

## Historia
El Brachiopsilus Dianthus fue encontrado por primera vez por un explorador francés en 1802. En la actualidad es una especie endémica encontrada únicamente en aguas profundas del sureste de Australia, aunque se sabe que en el pasado su distribución era más amplia. Su última aparición fue en 1999, y por ser una especie muy rara, científicos tardaron años en clasificarla e identificarla como una nueva especie. Hoy en día, es parte de una de las nueve especies conocidas hasta el momento de peces rosados con manos, y únicamente 4 fueron encontradas.

## Métodos de defensa
Debido a que este pez no puede nadar y es muy lento caminando, se lo considera una caza potencial. Se dice que este pez, para defenderse, suelta una potente toxina a través de su piel que mata a sus depredadores.[cita requerida]